# Timina
La timina és un component dels àcids nucleics. És una de les bases nitrogenades de la classe pirimidínica juntament amb l'uracil i la citosina. És present en l'ADN (però no en l'ARN) i en el codi genètic i es representa amb la lletra T majúscula. La timina habitualment s'aparella amb l'adenina i quan ho fa sempre ho és mitjançant dos ponts d'hidrogen, la qual cosa dona poca estabilitat a la cadena i en facilita la desnaturalització i la formació d'estructures com la caixa TATA. El seu nucleòsid s'anomena timidina.
En l'ADN no hi ha timina, sinó una altra base que fa una funció equivalent (que només es troba en l'ADN) anomenada uracil (U). Les altres tres bases (adenina, guanina i citosina) es troben indistintament en l'ADN i l'ARN.
La seva fórmula és C₅H₆N₂O₂.